# Cubjac-Auvézère-Val-d'Ans
Cubjac-Auvézère-Val-d'Ans es una comuna nueva francesa situada en el departamento de Dordoña, de la región de Nueva Aquitania.

## Historia
Fue creada el 1 de enero de 2017, en aplicación de una resolución del prefecto de Dordoña de 26 de septiembre de 2016 con la unión de las comunas de Cubjac, La Boissière-d'Ans y Saint-Pantaly-d'Ans, pasando a estar el ayuntamiento en la antigua comuna de Cubjac.

## Demografía
| Gráfica de evolución demográfica de Cubjac-Auvézère-Val-d'Ans entre 1800 y 2013 |
|                                                                                 |

Los datos entre 1800 y 2013 son el resultado de sumar los parciales de las dos comunas que forman la nueva comuna de Cubjac-Auvézère-Val-d'Ans, cuyos datos se han cogido de 1800 a 1999, para las comunas de Cubjac, La Boissière-d'Ans y Saint-Pantaly-d'Ans de la página francesa EHESS/Cassini. Los demás datos se han cogido de la página del INSEE.

## Composición
| Comuna delegada     | Código INSEE | Población (2013) | Superficie (km²) | Densidad (hab./km²) |
| ------------------- | ------------ | ---------------- | ---------------- | ------------------- |
| Cubjac              | 24147        | 723              | 20.62            | 35                  |
| La Boissière-d'Ans  | 24047        | 227              | 8.33             | 27                  |
| Saint-Pantaly-d'Ans | 24475        | 154              | 910.61999        | 15                  |